# Stephen Bardo
Stephen Dean Bardo (Henderson, Kentucky, 5 d'abril de 1968) és un exjugador de bàsquet nord-americà. Amb 1,96 metres d'alçada, jugava en la posició de base.

## Carrera esportiva
Va jugar durant quatre temporades amb els Fighting Illini de la Universitat d'Illinois a Urbana-Champaign. Va ser triat en la quaranta-unena posició del Draft de l'NBA del 1990 pels Atlanta Hawks, tot i que finalment va jugar a la CBA. La temporada 1991-92 va fitxar com a agent lliure pels San Antonio Spurs, però únicament va arribar a jugar un minut en un partit, i va acabar la temporadanovament a la CBA. La temporada següent va fitxar pels Dallas Mavericks, sent tallat en el mes de gener, fet que el fa acabar la temporada a la lliga francesa.
A partir d'aquest moment va alternar les seves aparicions en equips de la CBA amb equips europeus, com el Fabriano Basket italià, i el Joventut de Badalona de la lliga ACB, la temporada 1994-95, on va aconseguir 10,7 punts i 3,5 rebots de mitjana. El 1995 va fitxar pels Detroit Pistons. Va acabar la seva carrera jugant 4 temporades al Toshiba Brave Thunders de la lliga japonesa.